# Amanda Joy Michalka
Amanda Joy Michalka eller bare AJ (født 10. april 1991 i Torrance, Californien) er en amerikansk skuespiller og musiker, der optræder med sin søster Alyson Michalka under navnet Aly & AJ. Hun medvirker i Disney Channels film Cowbells.